# Shiyan (köpinghuvudort i Kina, Heilongjiang Sheng, lat 44,18, long 129,34)
Shiyan (kinesiska: 石岩, 石岩镇) är en köpinghuvudort i Kina. Den ligger i provinsen Heilongjiang, i den nordöstra delen av landet, omkring 280 kilometer sydost om provinshuvudstaden Harbin. Antalet invånare är 29 288. Befolkningen består av 14 581 kvinnor och 14 707 män. Barn under 15 år utgör 12,0 %, vuxna 15-64 år 78 %, och äldre över 65 år 8,0 %.
Runt Shiyan är det ganska tätbefolkat, med 56 invånare per kvadratkilometer. Närmaste större samhälle är Dongjingcheng, 12,2 km sydväst om Shiyan. Trakten runt Shiyan består till största delen av jordbruksmark.
Genomsnittlig årsnederbörd är 877 millimeter. Den regnigaste månaden är juli, med i genomsnitt 201 mm nederbörd, och den torraste är januari, med 5 mm nederbörd.